# Cominella virgata
Cominella virgata är en snäckart. Cominella virgata ingår i släktet Cominella och familjen valthornssnäckor.

## Underarter
Arten delas in i följande underarter:
- C. v. brookesi
- C. v. virgata

## Bildgalleri

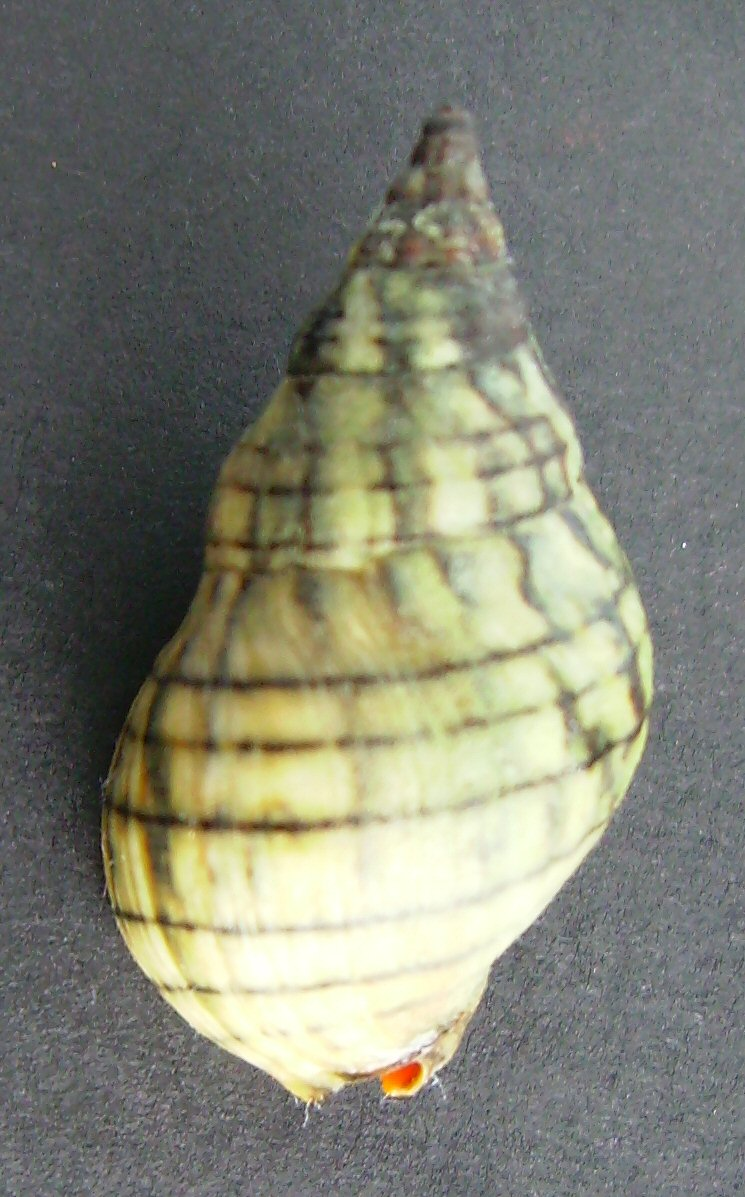
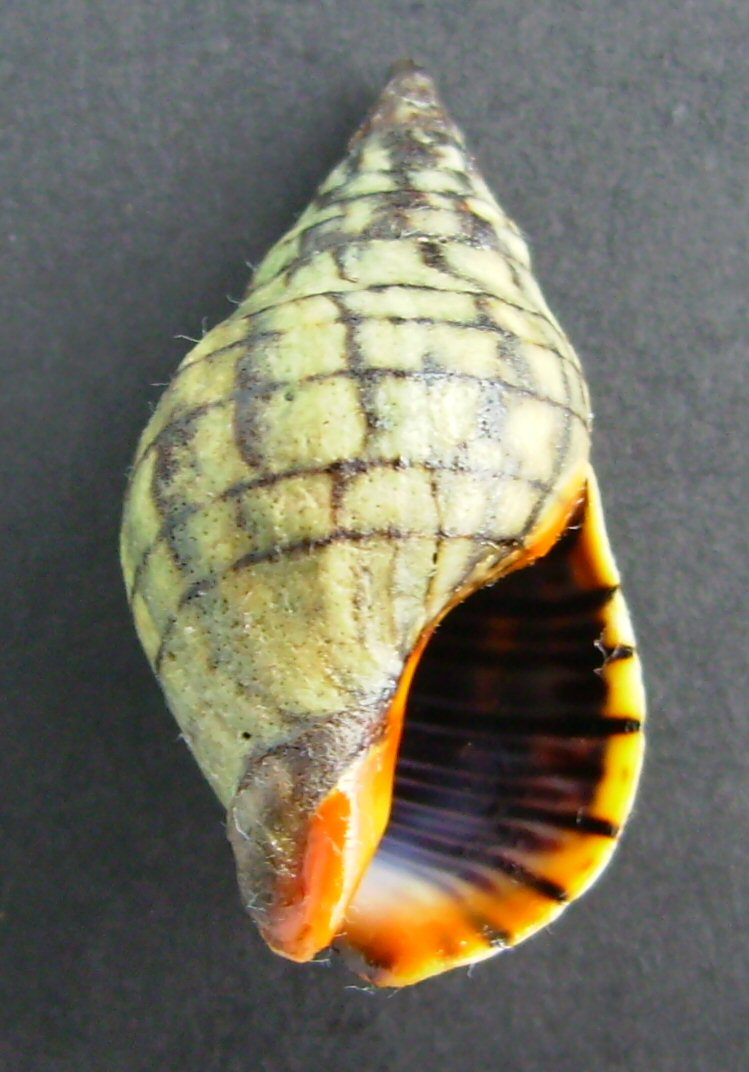